# 운주면
운주면(雲洲面)은 대한민국 전북특별자치도 완주군의 면이다.(한자로 고을주(州)가 아닌 섬주(洲)를 쓰는 것이 특이하다)

## 개요
완주군 최북단에 위치한 운주면은 충청남도 금산군 진산면과 접경한 도계지역이다. 옛 지명이 운동면(雲東面, 운동상면, 운동하면)이며, 운동상면이 양량소면 일부를 흡수해 운선면(雲仙面)으로 바뀌었다가 다시 운동하면과 합쳐지면서 운주면이 되었다.
호남의 금강산이라 불리는 대둔산도립공원과 산세가 수려한 천등산, 맑은 물과 기암괴석이 어우러진 옥계동과 금고당 계곡이 있다. 먹을거리도 풍부해 곶감, 취, 표고버섯 등 친환경 재배농법으로 생산된 지역 특산품이 전국에서 각광 받고 있으며, 최근에는 주말 영농체험은 물론 전원 주택지로도 급부상하고 있다.

## 행정 구역
- 고당리 - 삼거리, 태평, 고당, 피묵(고중).
- 구제리 - 수청, 구제, 먹방, 백석.
- 금당리 - 금당, 용계원, 옥배, 활골(궁동), 한양지(현재 거주자 없음).
- 산북리 - 신복(저구리), 주암, 서평, 기동, 재실, 말노은, 당헌(당마루), 평촌, 고산촌, 광두소.
- 완창리 - 완창, 안심, 엄목, 현동.
- 장선리 - 장선, 내장선, 덕동, 가척, 월당(월촌,당티), 중촌(용평), 내촌.
- 1989년 경천리, 가천리, 용복리가 경천면으로 분리됐다.

## 교육
- 운주초등학교 (장선리)
  - 산북분교 (폐교) - 운주면 대둔산로 1982 (산북리)
  - 금당분교 (폐교) - 운주면 금고당로 214 (금당리)
  - 고당분교 (폐교) - 운주면 금고당로 651-16 (고당리)
- 운주중학교 (장선리)
- 한국게임과학고등학교 (장선리)